# Duroskop
Ein Duroskop ist ein Messgerät in der zerstörungsfreien Werkstoffprüfung zur Bestimmung der Härte von Materialien.

## Funktionsprinzip
Das Duroskop ist ein vergessenes Werkzeug, das nach einem dynamischen Härteprüfverfahren und ähnlichen Prinzipien wie beim Rückprallhammer (Schmidt-Hammer) oder dem eines Skleroskops arbeitet. Es kann für die Prüfung der Härte von Gesteinsoberflächen oder Metallen eingesetzt werden, um kleine Festigkeitsschwankungen zu erkennen.

## Prüfung bei Gesteinsoberflächen
In einem Prüfverfahren wurden Rückprallwerte an ausgewählten Lithologien wie porösem Kalkstein, Travertin, mikrokristallinem Kalkstein, Marmor, Andesit-Tuff und Basalt gemessen. Im Anschluss wurden die Rückprallwerte des durch das Duroskop ermittelten Werte mit 4 Typen von Schmidt-Hammern (N-34, L-9, Digi-Schmidt und PT) verglichen. Um den Einfluss der Verwitterung auf die Gesteinsfestigkeit prüfen zu können, wurden dabei nicht nur frische, sondern auch verwitterte Oberflächen gemessen. Die ermittelten Rückprallwerte wurden dann mit den genormten Laborergebnissen der gleichen Lithologien verglichen und als Zusammenhang zwischen Duroskop-Rückprallwerten und den Schmidt-Schlagwerten dargestellt. Die so gewonnenen Werte beider Prinzipien konnten nun in Korrelation zueinander gebracht werden. Der Vorteil des Duroskops ist, das sich damit geringfügige Veränderungen in der Oberflächenfestigkeit erkennen lassen. Der Nachteil ist die größere Empfindlichkeit gegen Oberflächenunregelmäßigkeiten.

## Arbeitsweise bei Metalloberflächen
Beim Duroskop, das in seiner Wirkungsweise auch dem eines Skleroskops ähnlich ist, schlägt ein Pendel gegen eine senkrechte, zu prüfende Oberfläche, so dass das Pendel wieder zurückprallt. Aus der maximalen Höhe des zurückprallenden Pendels kann auf die Härte des Prüflings geschlossen werden. Das Duroskop-Pendel trägt am Ende eine Stahlkugel mit einem Durchmesser von 3 mm. Das Pendel wird aus einer definierten Stellung, z. B. 70°, auf die ebene Oberfläche des Prüflings fallen gelassen. Hierbei wird ein Teil der physikalischen Fallarbeit zur Erzeugung eines bleibenden Kugeleindrucks verbraucht, während die elastisch aufgenommene Arbeit den Hammer wieder zurück in die Höhe treibt. Die Rückprallhöhe bzw. die Rücksprunghöhe entspricht der „Duroskophärte“ und wird durch einen Schleppzeiger auf einer Anzeige mit Kreisteilung angezeigt. Als Maß der Härte (Härtezahl) dient das Verhältnis der Ausgangshöhe zur Rücksprunghöhe.
Um kleine oder schwer zugängliche Prüfstücke prüfen zu können, wurde als Neuerung ein Vorsatzgerät zur Zwischenschaltung eines Schlagbolzens unter Vorlast zwischen Fallhammer und Prüfling gebracht. Die sogenannte Brinell-Duroskop-Analyse erlaubt hingegen die Feststellung der Härte und der dynamischen Eigenschaften von Kohlenstoffstählen. Im Unterschied zu den anderen Verfahren wird die Kugel des Pendelhammers abhängig vom Metall von 3 bis zu 20 Schlägen auf die gleiche Stelle der Oberfläche des Probestücks geprüft. Aus der sich hieraus ergebenden Veränderung der punktuellen Härteveränderung kann im Anschluss auf das Verhalten des Werkstoffes bei stoßweiser Belastung geschlossen werden.